# أحد رفيدة
أحد رفيدة هي مدينة سعودية والعاصمة الإدارية لمحافظة أحد رفيدة، التابعة لمنطقة عسير.

## سبب التسمية
سميت بمحافظة أحد رفيدة نسبة لقبيلة رفيدة اللتي تسكنها وقد كانت قديما تعرف باسم بلاد رفيدة.[بحاجة لمصدر]

## أنظر أيضًا
- أم الجرم
- أم الحقين
- أم الراكة